# Peter Vonhof
Peter Vonhof (ur. 15 stycznia 1949 w Berlinie Zachodnim) – niemiecki kolarz torowy reprezentujący RFN, dwukrotny mistrz olimpijski oraz sześciokrotny medalista mistrzostw świata.

## Kariera
Specjalizował się w wyścigu na 4 km na dochodzenie. Pierwszy sukces osiągnął w 1970 roku, kiedy wspólnie z Günterem Haritzem, Hansem Lutzem i Ernim Claußmeyerem zdobył złoty medal w drużynie podczas mistrzostw świata w Leicester. W tej samej konkurencji reprezentanci RFN z Peterem w składzie zwyciężyli również podczas mistrzostw w San Sebastián w 1973 roku, mistrzostw w Montrealu w 1974 roku oraz mistrzostw w Liège w 1975 roku. Co więcej, na rozgrywanych w 1977 roku mistrzostwach świata w San Cristóbal zdobyli srebrny medal, a podczas mistrzostw w Varese w 1971 roku zajęli trzecią pozycję. W 1972 roku Vonhof wystartował na igrzyskach olimpijskich w Monachium, razem z Jürgenem Colombo, Günterem Haritzem, Udo Hempelem i Güntherem Schumacherem zwyciężając w drużynie. Cztery lata później, podczas igrzysk olimpijskich w Montrealu razem z Hansem Lutzem, Gregorem Braunem i Güntherem Schumacherem powtórzył sukces z Monachium. Ponadto wielokrotnie zdobywał medale torowych mistrzostw kraju, w tym siedem złotych.